# Пеністон
Пеністон (англ. Penistone) — місто в межах міського боро Барнслі в Південному Йоркширі в Англії. За даними перепису населення 2011 року там проживало 22 909 мешканців. Пеністон розташований на південному березі річки Дон.
Місто розташоване в історичному графстві Західний райдинг Йоркширу, в 13 кілометрах на захід від міста Барнслі, в 27 кілометрах на північний схід від міста Глоссоп, в 23 кілометрах на північний захід від міста Шеффілд, в 43 кілометрах на південний захід від міста Лідс та в 47 кілометрах на схід від Манчестера. Населений пункт розташований у передгір'ї Пеннінських гір.
Найвищою точкою міста є Вежа Харткліфф на висоті 364 метри над рівнем моря. З неї відкривається вид на перевал Вудхед та на височину Дарк-Пік. Місто оточують сільські території із фермами, які використовують родючу та гарно зволожену землю, розташовані переважно на пологих схилах, які підіймаються до вересового пустища на заході від міста.
Надра під містом і його околмцями багата на вугілля, яке тут видобувалось протягом 19-го сторіччя.

## Історія

### Етимологія
Вперше назва міста зустрічається в Книзі Страшного суду 1086 року, де вона подана як «Пенджестон» (англ. Pengeston(e)) або «Панджестон» (англ. Pangeston). Пізніші джерела згадують місто під назвою «Пенінгстон» (англ. Peningston). Ця назва скоріш за все означає «садиба на пагорбі під назвою Пеннінг», посилаючись на високий схил, розташований прямо на південній межі міста. В назві поєднані староваллійське слово «Пенн» (валл. Penn), що означає височину, англійське закінчення «інг» та слово «тун», що означає садибу або село.
Місто Пеністон стикається зі сканторпською проблемою: через присутність в назві міста літер, що складаються в слово «пеніс», деякі вебсайти та інші електронні системи помилково блокують цю назву як нецензурну. Однак, в англійській мові перші п'ять літер назви міста вимовляються трохи по іншому, ніж слово «пеніс».

### Рання історія
У 1069 році місто було вщент зруйноване під час північних походів Вільгельма I Завойовника, які відбулись невдовзі після норманського завоювання Англії. Написана в 1086 році Книга Страшного суду описує стан міста в 1086 році як «знищене».
Місто залишалось невеликим допоки в 1845 році там не з'явилась залізниця. В місті залишились деякі будівлі, споруждені до 19-го сторіччя, найстаріша з них це Пеністонська Церква. Також в місті є паб Вайт-Харт, який бере свій початок в 1377 році. В Пеністоні протягом довгого часу був ринок, ще до того, як воно отримало королівську грамоту. Історична будівля тваринницького ринку була нещодавно закрита для перебудови центру міста.

### Залізниця

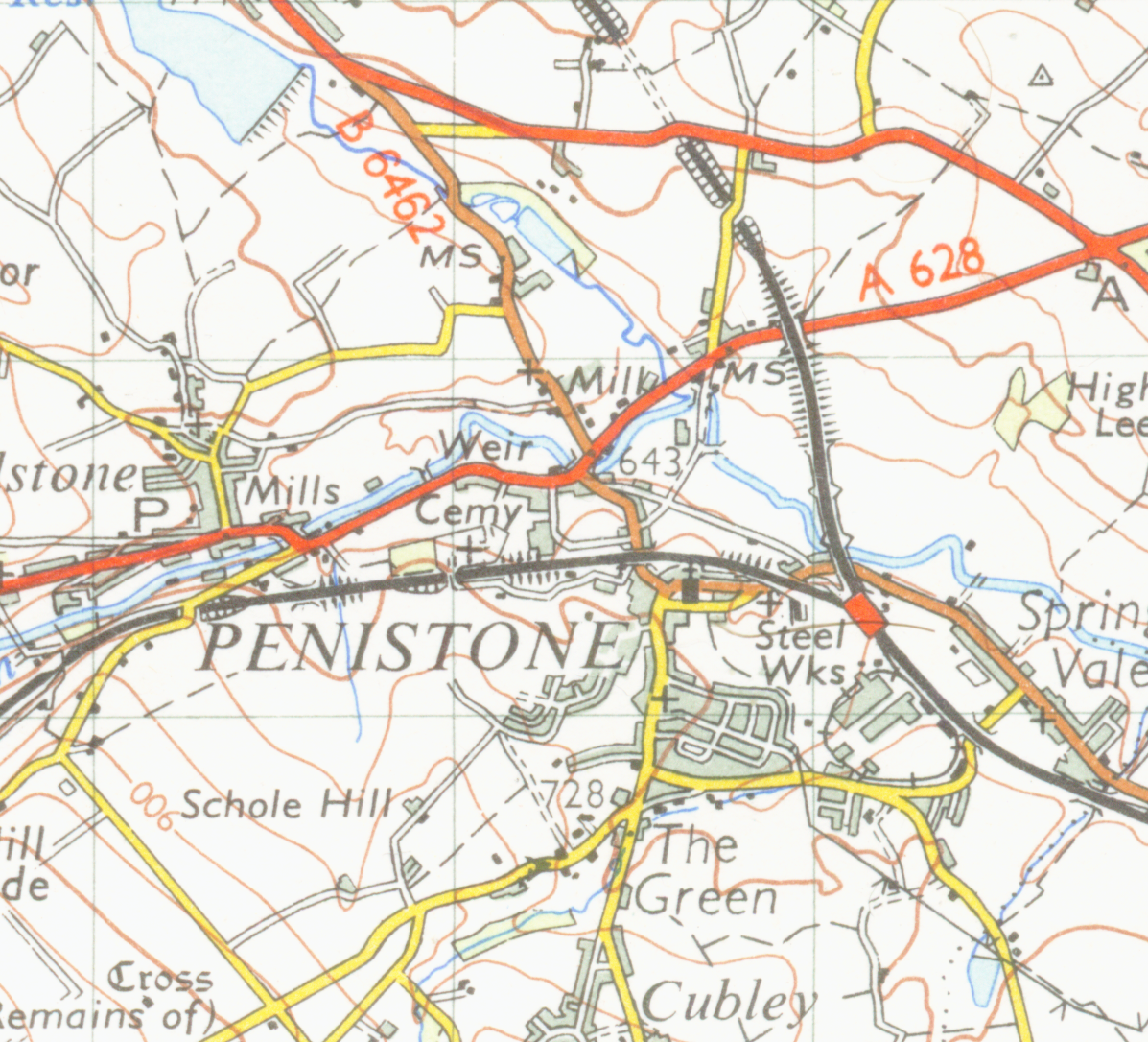
Мапа Пеністона 1954 року, на якій позначена залізниця.

15 липня 1845 року почала роботу ділянка залізниці між Манчестером, Шеффілдом та Лінкольнширом, яка пройшла через Пеністон, а також через Данфордський міст і п'ятикілометровий тунель Вудхед. Умови будівництва були складними і 32 людини загинули під час прокладання тунелю, інші 28 людей загинули від холери. В 1849 році в Пеністоні був побудований 29-арковий залізничний віадук. 1 липня 1850 року була відкрита інша залізнична лінія до Гаддерсфілду. Друга та третя арки Пеністонського віадуку обвалилися 2 лютого 1916 року, коли сильний дощ послабив фундамент споруди. Машиністу та кочегару вантажного потяга, який в цей момент проїзжав по віадуку, вдалося вистрибнути та вижити в цій катастрофі. Віадук було відремонтовано і повернено в експлуатацію в серпні того ж року.
Пеністон став залізничним вузлом із депо для інженерних потягів. Залізнична станція Пеністона мала регулярні потяги до Манчестера, Шеффілда та Гаддерсфілда, однак після реформування британської залізниці в 1960-х роках пасажирські потяги до Манчестера по Вудхедській лінії були закриті. Товарні потяги продовжували ходити, поки лінія не була закрита зовсім і більша частина інфраструктури не була розібрана. Зараз через станцію проходять лише потяги Пеністонської лінії з Гаддерсфілда до Шеффілда.
Раніше через місто також проходила Вудхедська лінія між залізничним вокзалом Манчестер-Пікаділлі та вокзалом Шеффілд-Вікторія через Вудхедський тунель. Після великої інвестиції, ініційованої в 1935 році, однак відкладеної через Другу світову війну, електрифікація залізничної лінії була завершена в 1954 році. Вудхедська лінія стала першою великою залізничною лінією у Великій Британії, яка була електрифікована, однак використовувана там система із 1500 вольтами постійного струму не стала стандартом. Пасажирські потяги припинили курсувати по Вудхедській лінії 5 січня 1970 року, а товарні потягі, найчастіше завантажені вуглем, ходили до 1981 року. Декількома роками пізніше лінія була розібрана.

## Радіостанції
У Пеністоні є власна радіостанція, «Penistone FM», яка була заснована у 2005 році, і є некомерційною громадською радіостанцією. Вона отримала ліцензію на мовлення в грудні 2007 року. Пробні трансляції почались в травні 2009 року, а повноцінне мовлення почалось в червні 2009 року. Крім того, Пеністон обслуговується ще однією комерційною радіостанцією «Dearne FM», чиє мовлення поширюється на Барнслі, Пеністон та Дірн-Веллі в Південному Йоркширі. Ця радіостанція була заснована у вересні 2003 року і почала мовлення 5 жовтня 2003 року.

## Освіта
Пеністонська середня школа була заснована в 1392 році. Серед визначних її колишніх учнів є математик Ніколас Сондерсон та політик-лейбористка Енн Кемпбелл, як в минулому була членкинею Парламенту від Кембриджу. У 2011 році більша частина старої школи була знесена, в тому ж році була побудована і відкрита нова школа. Офіційно вона називається «Пеністонська граматична школа» (англ. Penistone Grammar School), однак її часто називають Пеністонським центром посиленого граматичного навчання (англ. Penistone Grammar Advanced Learning Centre). Тут також є інші навчальні заклади: Початкова школа Святого Джона, Початкова школа Спрінг-Вейл та Початкова школа Турлстон.

## Події
Щорічно, в другу суботу вересня, відбувається Пеністонське сільськогосподарське шоу, на яке збираються відвідувачі з усієї країни. Воно вважається найбільший одноденним шоу в Йоркширі. Окрім таких звичайних складових, як виставки овець, корів, кіз та курей, є також рослинницькі виставки, конкур, народні художні промисли, виставки голубів, собак, фотографій та багато чого іншого.
Іншою важливою подією є «Пеністонських мерський парад вихідних днів» (англ. Penistone Mayor's Parade Weekend). У рамках цієї події в суботу відбуваються дві музичні події: концерт легкої музики вдень і рок-концерт ввечері. В неділю відбувається парад, який проходить через центр міста, та інші урочистості.
Також щороку в новій будівлі ринки проходить Пеністонський фолковий фестиваль, що є благодійною подією. Вперше він відбувся в червні 2011 року. Є також Пеністонський щорічний музичний конкурс, Пеністонський літературний фестиваль та інше.

## Галерея

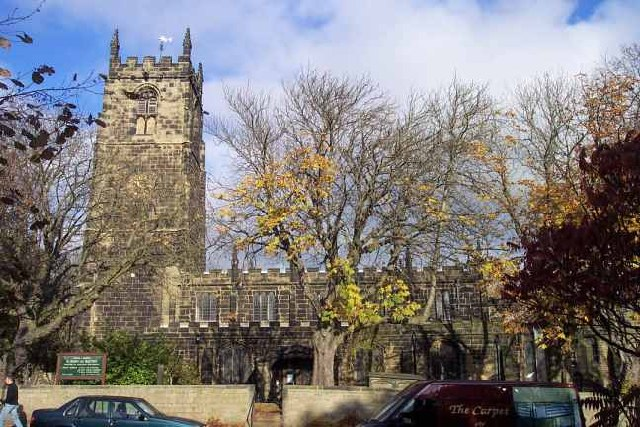
Церква святого Івана Хрестителя
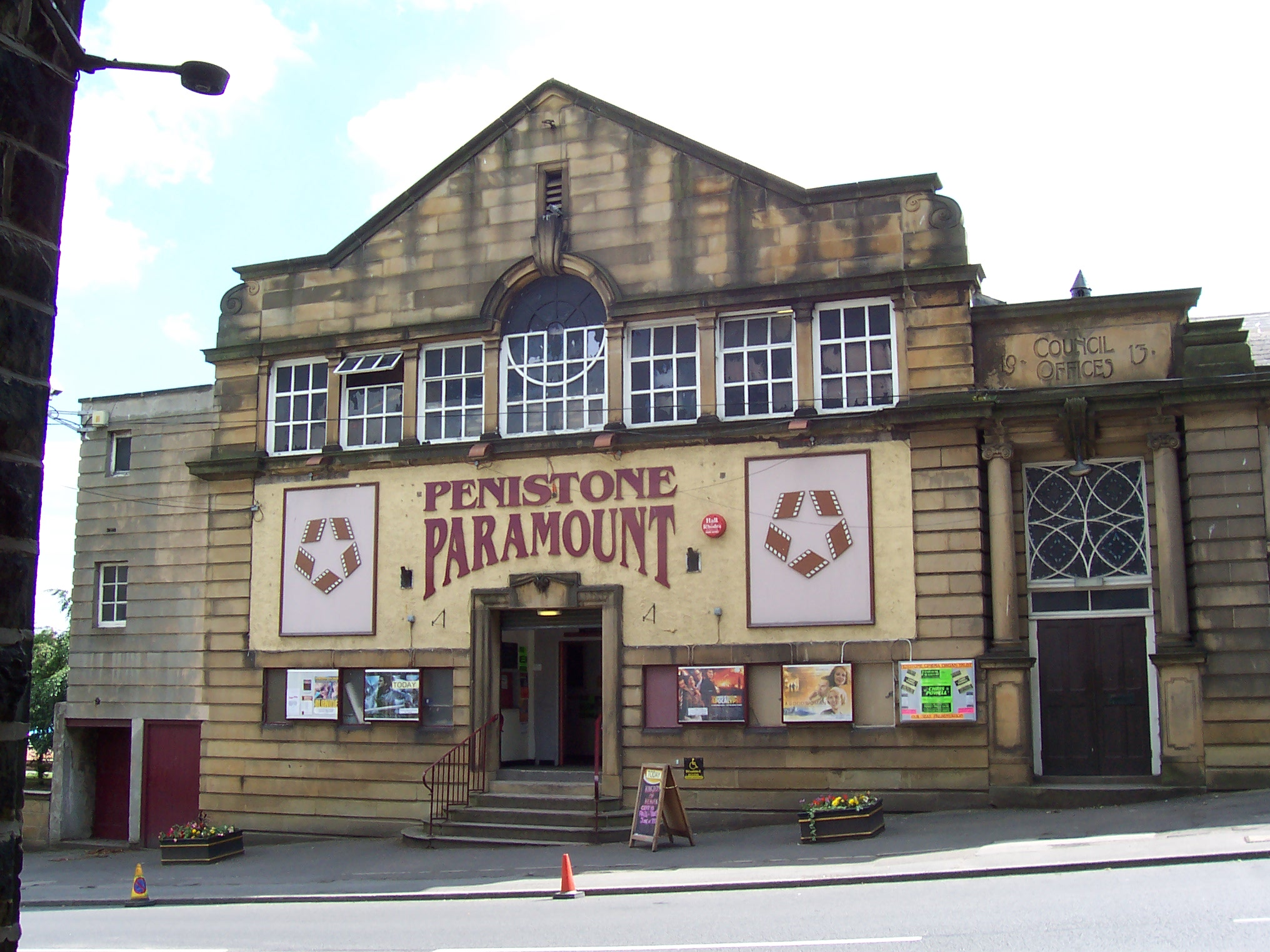
Кінотеатр «Penistone Paramount»
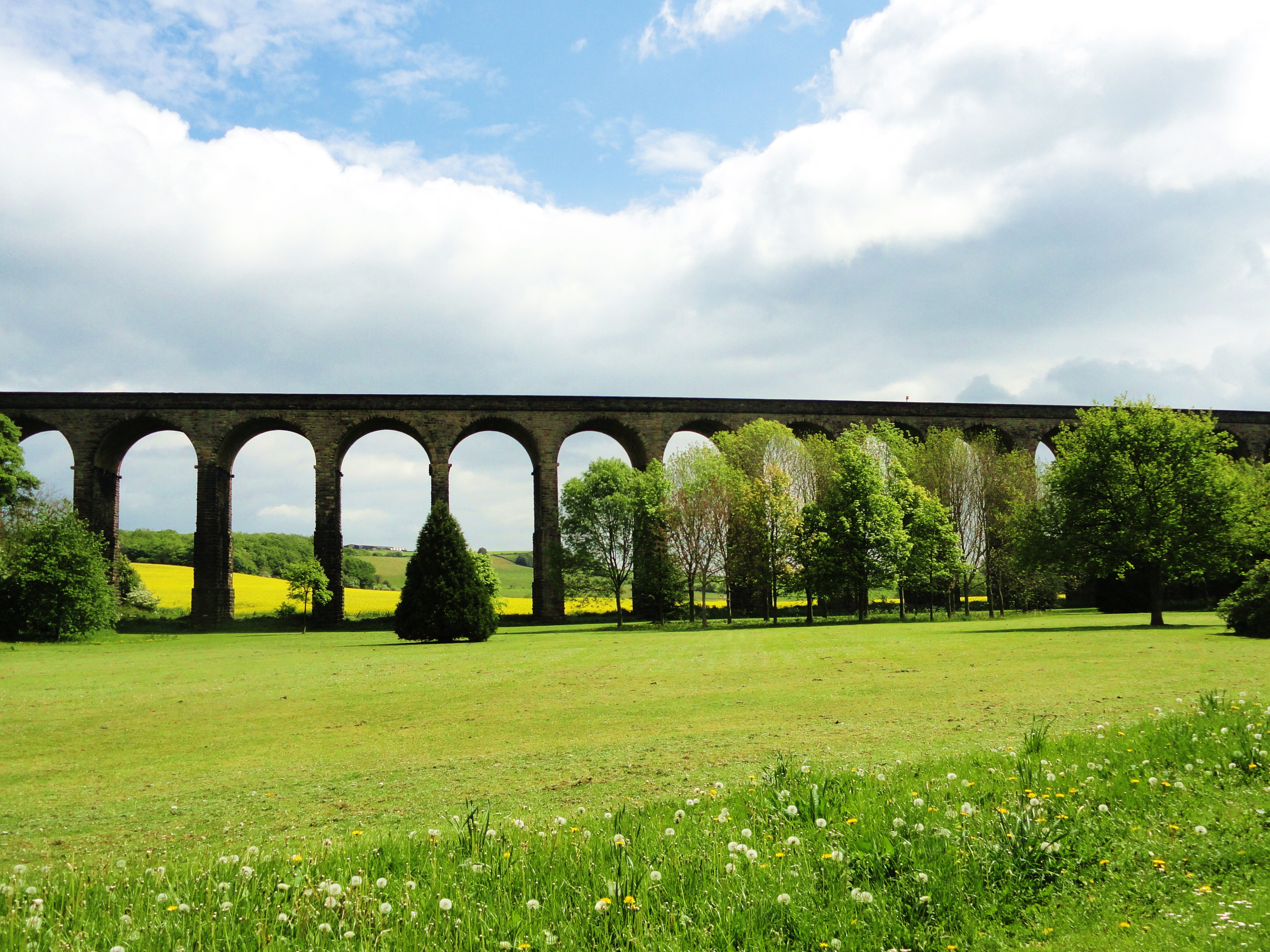
Віадук біля Пеністона
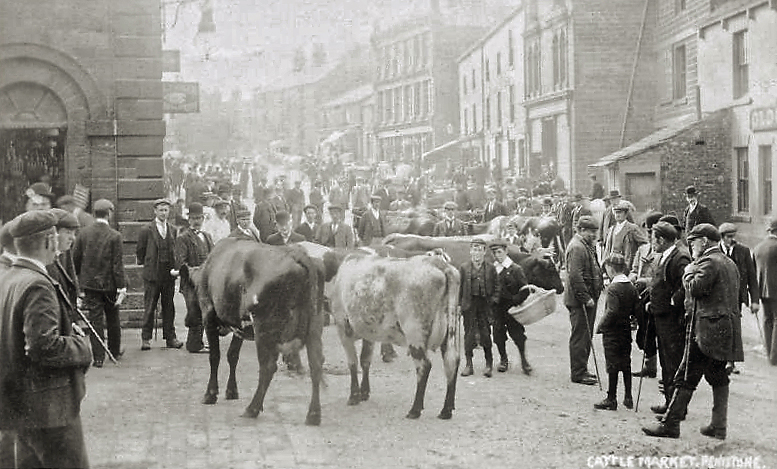
Ринок худоби в Пеністоні на початку 20-го сторіччя

## Місто-побратим
- Гріндавік, Ісландія[8]